# Mejor portero europeo del siglo según la IFFHS

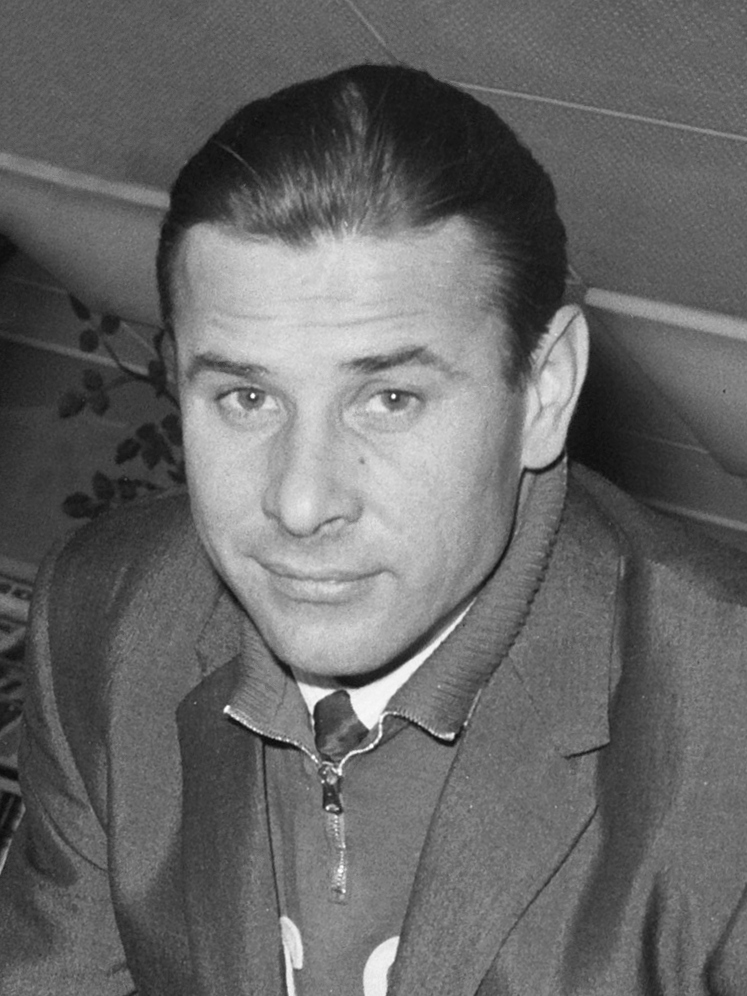
Lev Yashin, ganador del premio

El mejor portero europeo del siglo fue un premio honorífico otorgado por la Federación Internacional de Historia y Estadística de Fútbol.
El soviético Lev Yashin fue considerado por la prensa especializada como el mejor portero. Durante su trayectoria como futbolista profesional, Yashin fue conocido como la Araña Negra por su vestimenta completamente oscura. Ganó diversidad de premios y condecoraciones, entre ellos, el Balón de Oro 1963, la Orden Olímpica, la Orden del Mérito de la FIFA, entre otros. Jugó en un solo equipo, en el F. C. Dinamo Moscú.
Yashin además ganó el premio de mejor portero del mundo del siglo XX, también entregado por la IFFHS.

## Criterio
La votación al portero europeo del siglo fue una distinción ideada por la Federación Internacional de Historia y Estadística de Fútbol. Participaron de ella periodistas de todo el mundo, así como también, jugadores profesionales y personal especializado en fútbol.
El listado contempló futbolistas de todas las nacionalidades del mundo que fueron seleccionados por sus contribuciones al fútbol.

## Ganador
Yashin fue designado como el mejor portero europeo del siglo después de haber alcanzado la votación más alta: 498 votos contabilizados.  En una segunda posición terminó el italiano Dino Zoff con 373 puntos.  El podio lo completó el futbolista Gordon Banks con 360.
Entre los diez primeros futbolistas clasificados figuran el español Ricardo Zamora, los alemanes Sepp Maier y Peter Schmeichel, el checoslovaco František Plánicka, el inglés Peter Shilton, el húngaro Gyula Grosics y el belga Jean-Marie Pfaff.
En la ceremonia de premiación, también fueron condecorados otros futbolistas relevantes.

### Ranking final
| Posición | Nacionalidad    | Futbolista         | Puntos |
| -------- | --------------- | ------------------ | ------ |
| 1        | Unión Soviética | Lev Yashin         | 498    |
| 2        | Italia          | Dino Zoff          | 373    |
| 3        | Inglaterra      | Gordon Banks       | 360    |
| 4        | España          | Ricardo Zamora     | 304    |
| 5        | Alemania        | Sepp Maier         | 263    |
| 6        | Checoslovaquia  | František Plánička | 204    |
| 7        | Dinamarca       | Peter Schmeichel   | 148    |
| 8        | Inglaterra      | Peter Shilton      | 124    |
| 9        | Hungría         | Gyula Grosics      | 117    |
| 10       | Bélgica         | Jean-Marie Pfaff   | 100    |